# Marcello Bartalini
Marcello Bartalini (n. 12 martie 1962, Empoli, Toscana, Italia) este un ciclist de performanță ce a reprezentat Italia, medaliat olimpic. A participat la o ediție a Jocurilor Olimpice (1984) în care a câștigat o medalie de aur.

## Participări
Lista de mai jos prezintă principalele competiții la care a participat Marcello Bartalini de-a lungul carierei.
- cycling at the 1984 Summer Olympics – men's team time trial[*]